# NGC 6914
NGC 6914 (другое обозначение — LBN 274) — отражательная туманность в созвездии Лебедя.
Этот объект входит в число перечисленных в оригинальной редакции «Нового общего каталога».